# Operação Responsabilidade

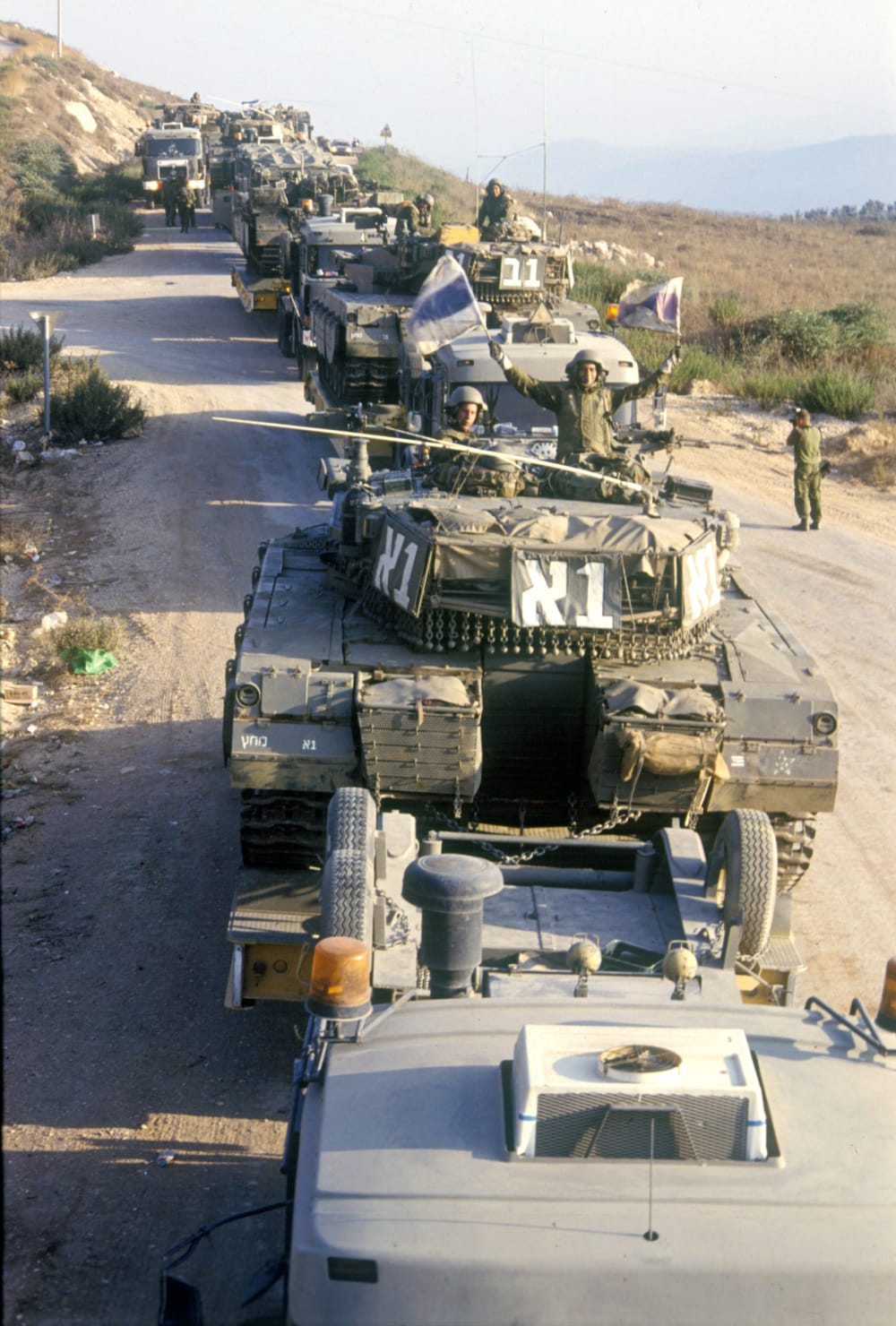
Parte do conflito israelo-libanês e do sul do Líbano (1985-2000)

Em 25 de julho de 1993, as forças israelenses lançaram um ataque de uma semana contra o Líbano chamado Operação Responsabilidade (em hebraico: מבצע דין וחשבון, romanizado: Mivtza Din VeHeshbon) em Israel e a Guerra dos Sete Dias no Líbano. Israel especificou três propósitos para a operação, atacar diretamente o Hezbollah, tornar difícil para o Hezbollah usar o sul do Líbano como base para atacar Israel e deslocar refugiados na esperança de pressionar o governo libanês a intervir contra o Hezbollah. A população civil afetada incluía refugiados libaneses e palestinos.
Durante a operação de uma semana, Israel bombardeou milhares de casas e edifícios, resultando em 300 000 a 400 000 civis deslocados do sul do Líbano, com 150 000 chegando a Beirute. Das noventa cidades e aldeias atacadas, cinquenta e cinco foram fortemente danificadas. As forças israelenses também destruíram grande parte da infraestrutura libanesa e alvos civis, como grandes estações de eletricidade e pontes, e foram acusadas de não tomar medidas adequadas para minimizar as baixas civis e podem ter usado armas inadequadas para o meio ambiente.
O Hezbollah retaliou com ataques de foguetes contra alvos civis israelenses, embora tenha causado significativamente menos baixas. Eles também foram acusados de esconder armas ligeiras em casas de civis. Por fim, Israel declarou que atacou alvos do Hezbollah apenas para pressionar o Hezbollah a parar de atacar civis israelenses - enquanto o Hezbollah declarou motivo semelhante para seus ataques junto com a libertação do sul do Líbano.